# Morti nel 1647
| Questa pagina contiene informazioni ricavate automaticamente dalle voci biografiche con l'ausilio del template Bio e di un bot. L'aggiornamento è periodico e automatico e ricostruisce completamente la pagina. Se manca una persona in questa lista, sei pregato di non aggiungerla, ma accertati piuttosto che la sua voce biografica contenga il template Bio e che i dati anagrafici siano correttamente compilati. Se il template Bio manca, inseriscilo tu stesso o, in alternativa, metti l'avviso {{tmp\|Bio}} che ne segnala la mancanza. Se i dati riportati sono sbagliati, correggi direttamente la voce biografica; le modifiche saranno visibili in questa lista entro pochi giorni. Per chiarimenti vedi il progetto biografie. La lista contiene solo le 71 persone che sono citate nell'enciclopedia e per le quali è stato implementato correttamente il template Bio. Pagina aggiornata al 12 set 2024. |

## Gennaio(5)
- 14 gennaio - Fortunat Sprecher von Bernegg, giurista, storico e politico svizzero (n. 1585)
- 17 gennaio - Zerbino Lugo, vescovo cattolico italiano
- 27 gennaio - Benedetto Buommattei, presbitero e grammatico italiano (n. 1581)
- 28 gennaio - Salvatore Vitale, religioso italiano (n. 1575)
- 29 gennaio - Francis Meres, scrittore inglese (n. 1565)

## Febbraio(1)
- 6 febbraio - Juan Alfonso Enríquez de Cabrera, militare spagnolo (n. 1597)

## Marzo(1)
- 14 marzo - Federico Enrico d'Orange, sovrano (n. 1584)

## Aprile(2)
- 25 aprile - Mattia Galasso, generale italiano (n. 1584)
- 30 aprile - Georgius Candidius, missionario olandese (n. 1597)

## Maggio(7)
- 6 maggio - Simon van de Passe, incisore, disegnatore e mercante d'arte olandese (n. 1595)
- 9 maggio - Alfonsina Gonzaga, nobildonna italiana (n. 1580)
- 19 maggio - Sebastian Vrancx, pittore e disegnatore fiammingo (n. 1573)
- 21 maggio - Pieter Corneliszoon Hooft, storico, poeta e drammaturgo olandese (n. 1581)
- 24 maggio - Ferdinando Gorges, nobile britannico (n. 1565)
- 29 maggio - Pieter Quast, pittore olandese
- 31 maggio - Carlo Federico I di Münsterberg-Oels, nobile boemo (n. 1593)

## Giugno(2)
- 2 giugno - Cristiano di Danimarca, principe danese (n. 1603)
- 9 giugno - Matias de Albuquerque, militare portoghese (n. 1580)

## Luglio(4)
- 7 luglio - Thomas Hooker, personalità religiosa statunitense (n. 1586)
- 12 luglio - Francesco Maria Farnese, cardinale italiano (n. 1619)
- 16 luglio - Masaniello, rivoluzionario italiano (n. 1620)
- 29 luglio - François Ryckhals, pittore e disegnatore olandese (n. 1609)

## Agosto(6)
- 9 agosto - Sigismondo Casimiro Vasa, principe polacco (n. 1640)
- 10 agosto - Rodrigo Caro, poeta, storico e presbitero spagnolo (n. 1573)
- 12 agosto - Matthew Hopkins, avvocato inglese (n. 1620)
- 22 agosto - Giuseppe D'Alesi, condottiero e rivoluzionario italiano (n. 1612)
- 27 agosto - Pietro Novelli, pittore e architetto italiano (n. 1603)
- 31 agosto - Constant d'Aubigné, nobile francese (n. 1585)

## Settembre(8)
- 2 settembre - Ascanio Turamini, vescovo cattolico italiano (n. 1586)
- 9 settembre - Cesare Magati, medico, chirurgo e scrittore italiano (n. 1579)
- 9 settembre - Edward Osborne, politico inglese (n. 1596)
- 10 settembre - Inés de Zúñiga y Velasco, nobildonna spagnola (n. 1584)
- 14 settembre - Pietro Desani, pittore italiano (n. 1595)
- 16 settembre - Nevesinli Salih Pascià, politico ottomano (n. 1607)
- 18 settembre - Pietro Carrera, scacchista e scrittore italiano (n. 1573)
- 24 settembre - Lodovico Flori, gesuita, economista e latinista italiano (n. 1579)

## Ottobre(6)
- 8 ottobre - Christen Sørensen Longomontanus, astronomo danese (n. 1562)
- 9 ottobre - Anselm Casimir Wambolt von Umstadt, arcivescovo cattolico tedesco (n. 1579)
- 17 ottobre - Pietro Casani, presbitero italiano (n. 1572)
- 21 ottobre - Francesco Toraldo, militare italiano (n. 1585)
- 25 ottobre - Evangelista Torricelli, matematico e fisico italiano (n. 1608)
- 28 ottobre - Luis Jerónimo de Cabrera, nobile spagnolo (n. 1589)

## Novembre(7)
- 3 novembre - Youssef Halib, arcivescovo cattolico libanese
- 5 novembre - Vincenzo Renieri, religioso, astronomo e matematico italiano (n. 1606)
- 13 novembre - Gian Vittorio Rossi, poeta, filologo e storico italiano (n. 1570)
- 24 novembre - Taddeo Barberini, militare e nobile italiano (n. 1603)
- 25 novembre - Giorgio Alberto I di Erbach-Schönberg, nobile tedesco (n. 1597)
- 30 novembre - Bonaventura Cavalieri, matematico italiano (n. 1598)
- 30 novembre - Giovanni Lanfranco, pittore italiano (n. 1582)

## Dicembre(6)
- 1º dicembre - Giovanni Battista Doni, teorico della musica italiano (n. 1594)
- 7 dicembre - Francesco di Alessandro Leoncini, pittore italiano
- 10 dicembre - Abe Masatsugu, militare giapponese (n. 1569)
- 12 dicembre - Fulvio Alessandro della Corgna, nobile e politico italiano (n. 1589)
- 17 dicembre - Bonaventura de Baccarini, religioso italiano (n. 1586)
- 31 dicembre - Giovanni Maria Trabaci, compositore e organista italiano (n. 1575)

## Senza giorno specificato(16)
- Pietro Cesarini, nobile italiano
- Thomas Coleman, religioso inglese (n. 1598)
- Pietro D'Asaro, pittore italiano (n. 1579)
- Mary Fitton,  inglese (n. 1578)
- Ascanio Grandi, letterato, poeta e scrittore italiano (n. 1567)
- Jacob van Hulsdonck, pittore fiammingo (n. 1582)
- Willem Kieft, mercante e politico olandese (n. 1600)
- Claude Malleville, poeta francese (n. 1597)
- John Milton, compositore inglese
- Claude Mydorge, matematico francese (n. 1585)
- Daniel Nys, mercante d'arte fiammingo (n. 1572)
- Elizabeth Raleigh, nobildonna inglese (n. 1565)
- Bartolomé Román, pittore spagnolo (n. 1547)
- Grigore Ureche, letterato rumeno (n. 1590)
- Francesco III Ventimiglia, nobile, politico e militare italiano (n. 1580)
- Marco Vitale, avvocato italiano (n. 1631)